# Engelse drentelmier
De Engelse drentelmier (Stenamma westwoodii) is een mierensoort uit de onderfamilie van de Myrmicinae. De wetenschappelijke naam van de soort is voor het eerst geldig gepubliceerd in 1839 door John Obadiah Westwood.
Westwood heeft de soort niet naar zichzelf vernoemd; de naam was al in 1829 gebruikt door James Francis Stephens in zijn "A systematic catalogue of British insects". Stephens had de soort ondergebracht in een naamloos geslacht, enkel aangeduid als "Genus 92".